# Hiperinflación argentina de 1989 y 1990

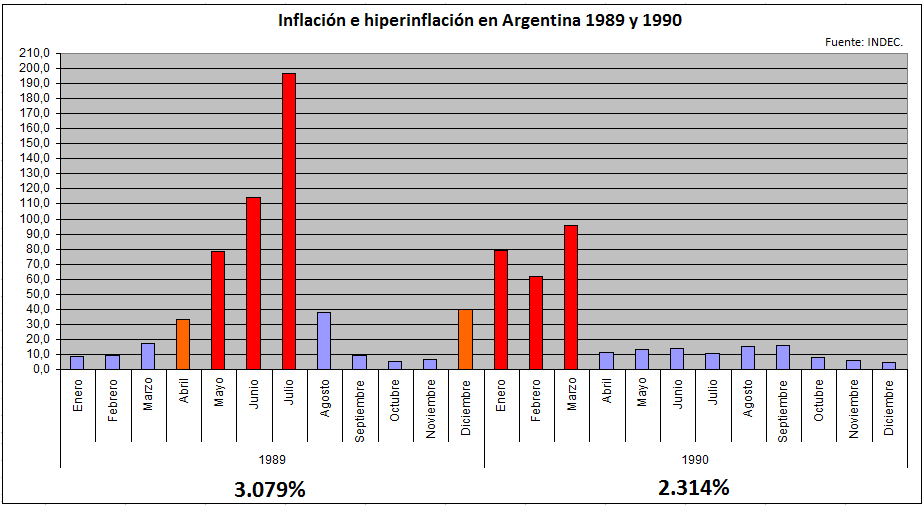
Tasas de inflación e hiperinflación en Argentina en 1989 y 1990.

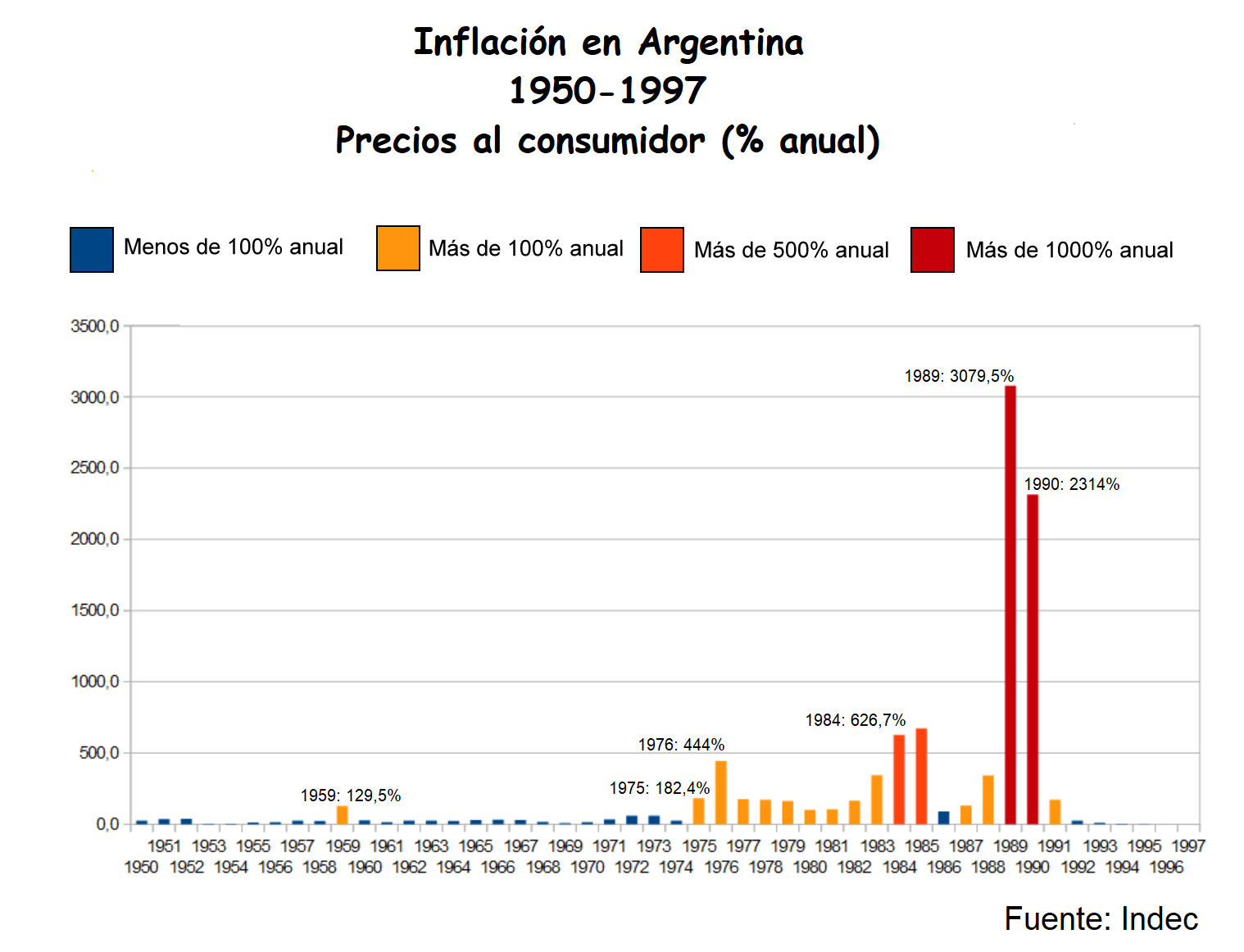
Inflación anual en Argentina (1955-1997).

La hiperinflación argentina de 1989 y 1990 fue una crisis económica que afectó Argentina y que tuvo dos fuertes picos en los mencionados años.
A partir del 6 de febrero de 1989, el Banco Central de la República Argentina (BCRA) se quedó sin reservas de moneda extranjera para subastar y satisfacer la demanda de moneda extranjera —principalmente dólares estadounidenses— y se retiró del mercado cambiario. Esto dio inicio a una espiral de fuertes depreciaciones del austral (como se denominaba la moneda argentina en ese momento), acompañadas de permanentes subas de las tasas de interés y consecuente ahondamiento del déficit fiscal. Las corridas cambiarias y bancarias se sucedieron al día siguiente de que el BCRA se quedara sin reservas para intervenir en el mercado cambiario. Estas circunstancias influyeron fuertemente para que el presidente radical Raúl Alfonsín adelantara las elecciones presidenciales al 14 de mayo de 1989, y para que en las mismas ganara el candidato peronista Carlos Menem. Presionado por el caos hiperinflacionario, una ola de saqueos y el temor a una nueva intentona militar de grupos como los carapintadas, Alfonsín se vio impelido a renunciar y traspasar el mando cinco meses antes, el 8 de julio de 1989.
No obstante, la hiperinflación continuó durante los inicios del siguiente gobierno. El segundo pico de la hiperinflación sucedió entre diciembre de 1989 y marzo de 1990, durante la primera presidencia de Carlos Menem, y provocó la renuncia del Ministro de Economía, Néstor Rapanelli, y el fin del Plan BB (por el grupo Bunge & Born). La hiperinflación continuó durante todo ese año y recién se llegaría a niveles de inflación pre-mayo del 89 en febrero de 1991 (582 %).
Como resultante de los planes económicas implementados partir de según el INDEC, la inflación acumulada entre en los quince años que van de 1975 y 1989 (incluyendo ambos años) fue de 8.438,7%. Datos completamente distintos fueron aportados por el exjefe de Inteligencia de Carlos Menem, el periodista Juan Bautista "Tata" Yofre, quien citó "un informe" no especificado del exministro de la última dictadura Carlos García Martínez, diciendo que “Desde el 10 de diciembre de 1983 hasta la transferencia del poder, el 8 de julio de 1989, la inflación acumulada por el gobierno del Dr. Alfonsín fue de 664.801 %, en cifras redondas. No registrándose en el mundo entero un proceso semejante en ningún país de la tierra desde el término de la Segunda Guerra Mundial hasta nuestros días”. Ambos datos se excluyen mutuamente, ya que los datos citados por Yofre para el subperíodo 1983-1989 resulta más de cien veces mayor que la inflación del período 1975-1989 medida por el INDEC, en el que aquel subperiodo está incluido.

## Presidencia de Raúl Alfonsín

### Antecedentes

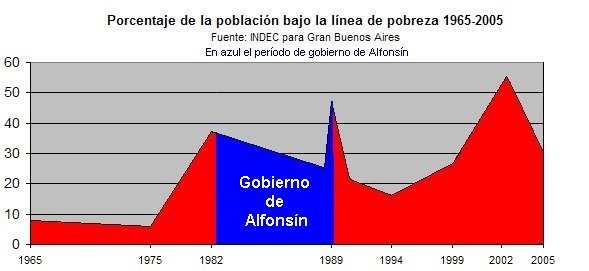
Evolución de la pobreza durante el gobierno de Alfonsín.

La situación económica y social en la que Alfonsín asumió el gobierno era desfavorable. El retraso salarial y la pobreza, que había aumentado del 5 % en 1975 al 37 % en 1982 (datos para el Gran Buenos Aires), anticipaban grandes presiones sociales.

### Crisis energética
Durante este tiempo Argentina experimentó la peor crisis energética de su historia. Una combinación de factores negativos (desperfectos en las centrales nucleares de Atucha y Embalse, en coincidencia con una sequía que afectó a las más importantes represas hidroeléctricas, y un incendio que afectó a una red que distribuía luz desde la represa El Chocón, causaron infinidad de interrupciones de servicio). En consecuencia, se afectó la actividad industrial y el malestar en la población fue en aumento por los cortes masivos, que se extendieron por más de cuatro meses.
El gobierno alfonsinista declaró asuetos administrativos, hubo canales de TV operando sólo cuatro horas diarias, y bancos trabajando de ocho a doce. La escasez de electricidad obligó a realizar cortes de luz rotativos de cinco horas por turno. Por el faltante energético, en diciembre las restricciones se extendieron a los espectáculos deportivos nocturnos, se prohibió la iluminación con fines ornamentales y se suprimieron trabajos nocturnos. La falta de energía eléctrica afectó también el abastecimiento del agua, y Obras Sanitarias de la Nación (OSN) tuvo que distribuirla en tanques a las zonas del Gran Buenos Aires. Se atribuyó la crisis a la falta de inversiones en materia de generación, expresando que en el período 1984-87 las inversiones en generación alcanzaron a veintiocho millones de dólares estadounidenses cuando en realidad deberían haber sido alrededor de doscientos cincuenta millones.

### Gestión de Bernardo Grinspun
El primer ministro de Economía de Alfonsín fue Bernardo Grinspun. En esa época, Argentina padecía una fuerte crisis en relación con su deuda externa y Grinspun confrontaba con el Fondo Monetario Internacional (FMI). El ministro quería que se auditara la deuda para declarar su nulidad por ilegítima. Procuraba organizar el llamado club de deudores, que finalmente fue desmantelado por presión de los acreedores, el FMI y los Estados Unidos. Se establece un nuevo signo monetario 10 000 pesos Ley 18.188, la inflación en el período 1983-1985 siguió en ascenso llegándose a emitir billetes de 100 000. La inflación (IPC) fue del 343,8 % en 1983 y se duplicó durante el primer año del gobierno alfonsinista llegando a un 626,7 % en 1984 y 672,2 % en 1985. En junio de este último año, el nuevo peso argentino fue reemplazado por una nueva moneda, el austral.
Grinspun apuntaba a fortalecer el mercado interno mediante el aumento de salarios, con control de tarifas y tipo de cambio alto. Fue un obstáculo insalvable en un régimen de precios administrados, el no distinguir en qué medida los aumentos eran resultado de los cambios en la oferta o en la demanda, o de las presiones o anticipaciones inflacionarias. Al congelarse en mayo  la estructura de precios, algunos empresarios cercanos al gobierno habían logrado adelantarse aumentando los precios por anticipado haciendo los primeros importantes ganancias mientras los pequeños comerciantes reclamaban por sus pérdidas. Aunque los sindicatos tenían expectativas mayores aceptaron postergar el pedido de aumento salarial, mientras que los empresarios no respetaban el congelamiento. Paralelamente se dio una mejora en los precios de los commodities y se contó con una excelente cosecha, a pesar de ello debido al desplome industrial las  exportaciones descendieron un 28 % entre 1984  y 1985.
Luego de lanzar el Plan Austral en junio de 1985, la inflación cayó a un 90,1 % en 1986, a 131,3 % en 1987, saltó al 343 % en 1988; y escaló a niveles de hiperinflación a comienzos de 1989. El éxito del Plan Austral fue efímero y parcial, a pesar de que logró detener momentáneamente la espiral inflacionaria. El descalabro económico y social fue mayúsculo. Los salarios llegaron a caer 90 % medidos en dólares. Las empresas pagaban parte del salario con cajas de comida. El alto endeudamiento externo e interno, estancamiento, escasa inversión en bienes de capital e infraestructura y un grave desequilibrio fiscal; se sumó la pérdida del valor del austral, llevada a cabo por el Banco Central. Su primer ministro de economía fue Bernardo Grinspun. En 1985 Juan Vital Sourrouille asumió el Ministerio de Economía, y propuso el Plan Austral: se creó una nueva moneda, el austral; se implementó un fuerte control de precios; las tarifas de los servicios públicos (por entonces en manos del Estado) se congelaron. Pero el plan fracasó rotundamente a partir de 1987. El descontrol fiscal continuaba, y empezó a financiarse mediante emisión de moneda, lo cual llevó a un recrudecimiento de la inflación, a pesar del nuevo signo monetario.Para mediados de año la situación cada vez más difícil, en la que se había generalizado el desabastecimiento, el mercado negro y la violación del acuerdo de precios. El plan económico se derrumbó rápidamente y terminó en el desabastecimiento de productos esenciales y la aparición de un mercado negro, como consecuencia del congelamiento de precios, paritarias y una alta inflación producto de una fuerte expansión monetaria.
Con la devaluación del austral, miles de personas pasaron hacia la pobreza: la hiperinflación devoró salarios, generó revueltas, saqueos y llevó al adelantamiento del traspaso del poder. La hiperinflación provocó un aumento en el porcentaje de personas viviendo en la pobreza del 25 % a comienzos de 1989, al récord histórico mensual de 47,3 %.

### Gestión de Juan Vital Sourrouille
En febrero de 1985, Alfonsín reemplazó a Grinspun por Juan Vital Sourrouille, con el fin de implementar una política económica que atacara frontalmente a la inflación. El 14 de junio, Alfonsín y Sourrouille anunciaron en una prolongada cadena nacional por radio y televisión la puesta en marcha del Plan Austral, por el que se creaba una nueva moneda, el austral. Se le quitaron tres ceros a la moneda cambiándole la denominación, pero no el respaldo. Se anunciaron medidas de ajuste fiscal y una meta de déficit para el año. El Plan Austral pareció funcionar en sus comienzos: en octubre de ese año, la tasa de inflación mensual fue del 2 %, una tasa inusualmente baja desde 1975. Sin embargo, para fin de año totalizó un 688 % anual. A medida que la inflación fue avanzando, se empezaron a emitir valores mucho más grandes; se llegaron a emitir monedas de 1000 australes y billetes de 500 000 australes. 
Para 1987, comenzaba a hacerse evidente que era necesaria una reforma económica estructural que resolviera la brecha entre recursos con que contaba el Estado nacional y el monto total de los gastos. En julio de ese año, los Ministros de Economía, Sourrouille, y de Obras y Servicios Públicos, Rodolfo Terragno, anunciaron reformas del sector público. La inflación comenzó a ascender y los precios relativos de cada sector comenzaron a verse afectados, situación que se vio agravada por la gran caída de los precios de los productos argentinos de exportación (40 % en el período). El gobierno anunció entonces una flexibilización de las estrictas normas de congelación de precios establecidas un año atrás que no dio gran resultado. El programa terminó cuando hacia 1988 un rebrote inflacionario forzó a crear un nuevo programa, conocido como Plan Primavera, que no lograría evitar la escalada de precios.La escasez de electricidad había comenzado en abril de 1988 por lo que se realizaron cortes de luz rotativos de 5 horas por turno en ese mes. Sin embargo, con esas interrupciones no se logró solucionar el faltante energético, en diciembre se restringió a los espectáculos deportivos, la prohibición de la iluminación con fines ornamentales y la supresión de los trabajos nocturnos. La falta de energía eléctrica afectó también el abastecimiento del agua. Fue así como Obras Sanitarias de la Nación tuvo que distribuirla en tanques a las zonas del Gran Buenos Aires. Se atribuyó la crisis a la «falta de inversiones en materia de generación, expresando que en el período 1984-87 las inversiones en generación alcanzaron a US$28 millones cuando en realidad deberían haber sido alrededor de US$250 millones.
El Plan Primavera duró poco. Los operadores cambiarios lo rechazaron, no generó confianza y adicionalmente a comienzos de 1989, el Banco Mundial suspendió su ayuda a Argentina. En abril de 1989, el país entró en moratoria del pago de su deuda externa. Durante mayo de 1989, el tipo de cambio —que oficialmente se encontraba fijo— se elevó de 80 a 200 australes por cada dólar estadounidense —equivalente a una abrupta devaluación mensual de un 150 %— lo que naturalmente tendió a acrecentar en gran medida las ya de por sí fuertes presiones inflacionarias; miles de personas pasaron hacia la línea de pobreza
Como corolario del proceso o fenómeno inflacionario, las tasas de interés subieron de forma descontrolada y las reservas de moneda extranjera del Banco Central comenzaron a descender de manera preocupante, a medida que el Central vendía dólares en un infructuoso esfuerzo por intentar mantener el valor o poder adquisitivo del austral.
Por su parte, los sectores económicamente acomodados tendieron a retirar sus depósitos de los bancos, retuvieron los dólares obtenidos mediante sus exportaciones y a propósito retardaban el pago de sus respectivos impuestos.
El 5 de febrero, el ministro Sourrouille, el presidente del Banco Central, José Luis Machinea, y el secretario de Hacienda del Ministerio de Economía, Mario Brodersohn, resolvieron aplicar cambios en la política económica. Tras decretar un feriado bancario de dos días, se resolvió que ante la creciente demanda de dólares se priorizaría preservar el stock de reservas y el Banco Central no iba a licitar más dólares, permitiendo una libre flotación de las divisas. A su vez también una «pauta devaluatoria» para el mercado comercial del 6 % para ese mes. Otra de las medidas fue la implantación de un tercer tipo de cambio. Ante el temor de disturbios sociales el gobierno descuido el frente fiscal, multiplicando la expansión monetaria. El déficit había subido de un 1,1 % del PBI en 1983 al 6,9 % en 1984 y al 14,73 % en 1985. El financiamiento al gobierno llevó a una expansión monetaria inédita. Durante los meses de 1984 el déficit de tesorería fue igual a la mitad de los gastos, mientras que la oferta de dinero (M1), creció  a una tasa anual de 199 %. Los empresarios que usaban componentes importados reclamaron que se les permitiera subir sus precios bajo la amenaza de dejar de producir. El gobierno tuvo que subsidiar el tipo de cambio de importación al vender divisas más baratas que las que compraba a los exportadores, tuvo pérdidas que absorbió el Banco Central.
La consecuencia de las medidas anunciadas se tradujeron en el comienzo de una corrida cambiaria y bancaria hacia otras divisas, especialmente el dólar estadounidense. Al día siguiente la divisa llegó a cotizar a 26 australes por dólar, cerrando la jornada en 23,50. No obstante, a final de mes la divisaría saltó a 28,20 australes por dólar, a finales de marzo la cotización fue de  47,90 australes cada dólar y en finales de abril la cotización de la divisa estadounidense trepó a los 79 australes.

### Elecciones y recta final de Alfonsín
Presionado por los crecientes problemas económicos, el 21 de abril de 1989 Alfonsín anunció el adelanto de las elecciones presidenciales al siguiente 14 de mayo (siendo que estaban previstas para octubre), creyendo que así se calmaría la economía.
Los resultados de las elecciones presidenciales del 14 de mayo resultaron abrumadoramente favorables al opositor Partido Justicialista (PJ). Sin embargo, contra lo que había supuesto Alfonsín, la situación en el país no se calmó: al conocerse los resultados de las elecciones, Argentina pasó de la fase de recesión a la de hiperinflación, y de 460 % de inflación en abril se pasó a 764 % en mayo.
La volátil situación económica que estaba atravesando el país pronto disparó conversaciones en la ciudadanía acerca de la posibilidad de que el entonces presidente electo Menem asumiese de forma anticipada.
Sin confirmarse que estén relacionadas con esto último o no, el hecho es que se desataron una serie de manifestaciones y saqueos de supermercados entre los meses de mayo y de junio, durante el último tramo de la administración de Alfonsín. Influyeron en los mismos la precaria situación económica, la carestía de comida, y el alineamiento de muchos grupos (en Rosario por ejemplo) con grupos de la oposición liderada por el gobernador Victor Reviglio y/o el vicegobernador Antonio Vanrell, ambos del PJ.
Los primeros disturbios comenzaron en Rosario —la tercera ciudad más grande de Argentina tras Buenos Aires y Córdoba— cuando varias personas comenzaron a demandar que algunos supermercados repartiesen comida gratuitamente. Rápidamente se extendieron hacia otras ciudades, incluyendo el propio GBA. La propia reacción policial fue más bien pasiva durante los dos primeros días, lo que contribuyó a la generalización de los disturbios., la policía fue tomada desprevenida y pronto se vio superada por la masiva dimensión que alcanzaron los tumultos. 
El gobierno argentino estableció el estado de sitio, más de 40 personas fueron arrestadas y por lo menos 14 murieron (20 según informes extraoficiales). Sourrouille renunció. Se convocó a Juan Carlos Pugliese, quien al avizorar la crisis les reprochó a los empresarios su falta de respuesta. «Les hablé con el corazón y me contestaron con el bolsillo», fue la frase con la que pintó el dirigente radical su desazón. Tras dos meses de gestión, Pugliese dimitió y le siguió en ese puesto Jesús Rodríguez por dos meses más.
Presionado por la hiperinflación, saqueos, y un retroceso en el apoyo de los líderes empresariales, sindicales y militares, Alfonsín anunció el 12 de junio de 1989 que también adelantaría el traspaso de mando presidencial para el 30 de ese mes (siendo que estaba previsto para el 10 de diciembre). Tras negociaciones con Menem, que se vio sorprendido por el anuncio de Alfonsín y no quería tomar el poder tan pronto, el traspaso de mando se realizó el 8 de julio de 1989.

## Presidencia de Carlos Menem

### Plan Bonex
Posterior a la asunción de Menem a la presidencia, la inflación tendió a desacelerarse significativamente en los meses siguientes con el Plan BB (por el grupo empresario Bunge & Born liderado por el ministro de Economía, Néstor Rapanelli, quien sería sustituido por Antonio Erman González.
En enero se produce un segundo brote pudo ser parcialmente contenido hacia el mes de abril por el lanzamiento del Plan Bonex, que consistió en el canje compulsivo de los depósitos a plazo fijo por títulos públicos denominados Bonex 89, aunque agravó la fuerte recesión en la que se encontraba la economía argentina en ese momento. En estos año se dio el ingreso de la Argentina al Plan Brady. El nuevo régimen económico logró estabilizar la economía tras las dos crisis hiperinflacionarias del último año del gobierno de Alfonsín y el primer año del gobierno de Menem. La inflación disminuyó hasta llegar a valores de entre 0 %-2 % anual.Dispuso que el 100 % de los billetes y monedas en circulación estuvieran respaldados por reservas en divisas del Banco Central, al cual se obligaba a comprar o vender la cantidad de divisas que el mercado solicitara. También prohibió que el Estado emitiera moneda para cubrir sus gastos, y la indexación de los contratos en pesos. Esta medida permitió detener la inflación y estabilizar la economía.Entre fin de 1990 y 1993 la deuda pública neta del Estado Nacional bajó de 96 472 millones a 90 707 millones, logrando bajar las tasas de interés del 20,7 % anual en 1990 al 2,03 % en bonos a 20 años
La productividad por hora trabajada entre 1991 y 1996 aumentó 117 %. Más que cualquier país con cualquier período de 5 años desde el inicio de la serie estadística en 1950, en paralelo, el salario real aumentó un 29 %.

### Ley de Convertibilidad del Austral
El 1 de marzo de 1991, González fue reemplazado por Domingo Cavallo, quien hasta entonces ocupaba el cargo de ministro de Relaciones Exteriores. El nuevo ministro impulsaría la Ley de convertibilidad del austral, que sería aprobada en el Congreso el 27 de ese mismo mes, estableciendo peso convertible, que entraría en vigencia el 1 de enero de 1992. Las políticas liberales de Menem tienen su génesis en la hiperinflación: el descalabro hiperinflacionario los diferentes actores del poder argentino (estatales, políticos, sindicales, empresariales), ya con el fin de evitar otro trauma inflacionario, ya porque las medidas de Menem cumplieron su objetivo de reducir drásticamente la inflación, ya por genuino convencimiento de que el modelo liberal era el símbolo de modernidad que actualizaría las anticuadas estructuras del país.
Bajo este sistema, el Banco Central estaba obligado a respaldar la totalidad de la masa monetaria con sus reservas una relación de cambio en la que un dólar estadounidense tenía el mismo valor que un peso; de esta forma, se restringía la emisión de billetes como medio de financiamiento del Estado.
En conjunto con otras reformas, este esquema, que se prolongaría hasta la crisis financiera de 2001-2002, lograría exitosamente reducir la espiral inflacionaria y restaurar la estabilidad financiera tras años de convulsión, mientras que el producto interno bruto (PIB) registró un importante crecimiento del 10,5 % en el mismo año que se instauró, revirtiendo la contracción en la que se encontraba desde 1988.

## Consecuencias de la hiperinflación
La hiperinflación fue un evento altamente importante en la historia argentina y sus consecuencias a largo plazo fueron determinantes en el curso que el país tomaría en los siguientes años.
En el historial económico y de desarrollo humano del país, la hiperinflación dejó récords históricos. La hiperinflación disminuyó fuertemente el poder de los salarios, generó una ola de violencia y saqueos que dejó 40 detenidos y 14 muertos y provocó un aumento considerable en la tasa de personas viviendo en la pobreza, del 25 % a comienzos de 1989, al récord histórico de 47,3 % en octubre del mismo año. Durante el transcurso de la hiperinflación se llegó al pico histórico inflacionario en Argentina: 20 262 %. La hiperinflación probaría ser difícil de apalear completamente, y recién se llegaría a niveles de inflación pre-mayo del 89 en febrero de 1991 (582 %).
La salida anticipada de Alfonsín diezmó por años el poder de negociación de la Unión Cívica Radical. En los años siguientes a 1989, el radicalismo debió negociar en desventaja con el peronismo, por ejemplo, en el pacto de Olivos. El radicalismo recuperó la presidencia en 1999 con la asunción de Fernando de la Rúa, pero volvió a quedar diezmado con la crisis de diciembre de 2001. Los años siguientes a 2001, el radicalismo ocuparía un lugar menor en la escena política, aunque tendría ocasional protagonismo como factor de desempate en contiendas entre peronismo y macrismo.
El periodista Daniel Muchnik comentó, siguiendo esta visión, en una nota de Página/12 en 2004:

La hiperinflación abrió un surco profundo en la mentalidad colectiva: angustia, impotencia y búsqueda desesperada de soluciones que alivianaran tan pesada carga. (...) La ferocidad de la hiperinflación, en Argentina, fue uno de los factores que posibilitaron la aparición de Carlos Menem, (...) la figura emblemática de una alianza muy singular en la historia argentina: los intereses de los grandes grupos empresarios coincidieron con los de los argentinos de medianos y bajos recursos para avalar una comprometida transformación social y económica impulsada también por muchos sindicalistas (las excepciones fueron poquísimas) que se aliaron al poder.

En la misma línea, Alfredo Zaiat comentó en una nota de Página/12 en 2017:

La hiperinflación, una situación que algunos especialistas asemejan a la angustia y desesperación que una población vive en un estado de guerra, fue el potente disciplinador social que facilitó las reformas estructurales de los noventa realizadas por el menemismo.

1989 abrió así la puerta para el despliegue neoliberal de los 90 con las leyes de Emergencias Económicas (eliminación de subsidios) y Reforma del Estado (privatizaciones).

Con los años, la imagen de Raúl Alfonsín fue mejorando y el peso de su manejo económico fue quedando cada vez más relativizado en comparación a sus políticas sociales y humanas, al punto que, hacia 2018, encuestas de opinión lo daban como el presidente con mejor imagen de los que estuvieron desde el retorno de la democracia.